# SC Brühl St. Gallen
Der SC Brühl St. Gallen ist ein Schweizer Fussballverein aus der Stadt St. Gallen.

## Geschichte

### 20. Jahrhundert
Die offizielle Vereinsgründung von Brühl war am 27. März 1901, es ist jedoch schon um 1890 eine Brühler Mannschaft unter dem Namen Footballclub Gymnasia dokumentiert. Der Name Brühl kommt aus dem keltischen Pryel, was fette Aue oder feuchte Wiese bedeuten kann.
Ab dem 5. Oktober 1905 fanden die Spiele auf der Kreuzbleiche statt, ab 1909, nach einem Intermezzo auf dem Weiherweid in St. Georgen, auf dem heutigen Areal des Einkaufszentrums Grossacker im Osten der Stadt St. Gallen.
In der Saison 1914/15 wurden die St. Galler Schweizer Meister, der bisher grösste Erfolg in der Vereinsgeschichte. 1922 kam der Engländer George Handley als erster Profitrainer zu Brühl.
1926 wurde der Sportplatz Krontal gekauft. 12 Jahre später wurde das Stadion ausgebaut, so dass es 4'000 Zuschauer fasste. Nach einem Tribünenbrand am 13. Oktober 1958 wurde das Krontal auf Februar 1960 neu errichtet. In dieser Zeit spielten die Brühler im Stadion Espenmoos des FC St. Gallen.
Mit einem Sieg im letzten Spiel der Saison 1972/73 gegen den FC Aarau hätte der NLB-Ligaerhalt geschafft werden können, die Partie ging vor 4100 Zuschauern im Krontal jedoch mit 3:4 verloren. Der Abstieg in die 1. Liga erfolgte nach 14 Jahren Zugehörigkeit zur NLB.
Nach der Saison 1979/80 mussten Brühl und der SC Zug einen 1.-Liga-Absteiger in einem Entscheidungsspiel unter sich ausmachen. Bis zur 118. Minute stand es in der Partie auf einem Nebenplatz im Zürcher Letzigrund 3:3, ehe dem SC Zug nach einer Standardsituation der 4:3-Siegestreffer gelang. Der erstmalige Abstieg in die 2. Liga war die Folge.
Bereits in der Saison 1984/85 schaffte Brühl unter Trainer Isidor Cina den Wiederaufstieg in die 1. Liga. Ein Jahr später erfolgte jedoch der erneute Abstieg in die 2. Liga. Erst nach der Saison 1987/88 gelang es Brühl, sich wieder in der 1. Liga zu etablieren. In den Jahren 1990, 1991 und 1995 spielte Brühl um den Aufstieg in die NLB, im dritten Versuch dabei unter Trainer Ernst-August Künnecke. Der ehemalige Trainer des FC Basel war im Rahmen der Farmteam-Idee des FC St. Gallen mit dem SC Brühl verpflichtet worden. Schon im darauffolgenden Jahr stieg Brühl jedoch erneut in die 2. Liga ab. Die Idee des SCB als Farmteam des FCSG war mit dem Abstieg ebenfalls vom Tisch. Seit diesem Abstieg spielte der SC Brühl in der 2. Liga.

### 21. Jahrhundert
Von 1996 bis 2010 spielte der SC Brühl in der 2. Liga interregional, der vierthöchsten Liga in der Schweiz.
2006 wurde das sanierte und umgebaute Stadion Krontal in Paul-Grüninger-Stadion umbenannt, zu Ehren des ehemaligen Flüchtlingsretters, St. Galler Polizeikommandanten, Spieler und Präsidenten des SC Brühl Paul Grüninger. Grüninger war auch Teil der Meistermannschaft von 1915 gewesen. 
Nach Siegen in der Cup-Qualifikation der 2. Liga interregional gegen den FC Dürrenast, den SC Dornach und einem Auswärtssieg beim FC Breitenrain spielte der SC Brühl in der Saison 2008/09 in der 1. Hauptrunde des Schweizer Cups gegen Grasshopper Club Zürich, er verlor das Spiel 0:5.
Die Saison 2009/10 beendeten die Kronen auf dem ersten Platz, was zugleich den Aufstieg in die 1. Liga, die höchste Amateurklasse, bedeutete. Für die darauf folgende Saison wurde der ehemalige niederländische Fussballspieler Erik Regtop als Trainer verpflichtet. Brühl wurde in diesem Jahr «Schweizer Meister der 1. Liga» und stieg in die Challenge League auf. In diesem Jahr fanden wieder Meisterschaftsderbys gegen den FC St. Gallen statt, welcher auf dieses Jahr abgestiegen war. Brühl wurde 2011/12 Tabellenletzter und stieg in die neu gegründete 1. Liga Promotion ab, wo er seither spielt.

## Mannschaften
- SC Brühl 1 (Promotion League)
- SC Brühl 2 (3. Liga / Gruppe 5)
- SC Brühl 3 (5. Liga / Gruppe 5)
- Senioren 30+ Meister
- Senioren 40+
- Senioren 50+
- Junioren A
- Junioren B
- Junioren C
- Junioren D
- Junioren E
- Junioren F
- Krönli-Kids

## Rivalitäten
Der SC Brühl galt lange Zeit als der Verein der Unterschicht, während der FC St. Gallen und die inzwischen aufgelösten Blue Stars St. Gallen als Vereine der Oberschicht galten. Daher konnten die Brühler auch auf eine grosse Anhängerschaft zählen. Durch diesen Umstand fühlen sich noch heute einige – vor allem ältere – St. Galler eher mit dem SC Brühl verbunden als mit dem FC St. Gallen.

## Spieler
- Paul Grüninger – als linker Flügelstürmer Schweizer Meister in der Saison 1914/15, Präsident 1924–1927 und 1937–1940
- Ernst Peterli, Max Schmid, Gust Geser, Toni Rüesch, Richard Dürr, Hanspeter Zwicker (alle mit Berufungen ins Nationalteam; zum Teil nach ihrer Zeit beim FC / SC Brühl)
- Marc Zellweger, ehemaliger Schweizer Nationalspieler

## Trainer
- Željko Perušić (1977–1979)
- Isidor Cina (1984–ca. 1986)
- Gottfried «Göpf» Künzle (ca. 1986–1988)
- Georg Rudics, auch Georges (1988–mind. 1990)
- Ernst-August Künnecke (1994–1996)
- Slobodan Čendić (1995–1996)
- René Brandenberger (2005–2007)
- Gábor Gerstenmájer (2007–2010)
- Erik Regtop (2010–2014)
- Uwe Wegmann (2014–2018)
- Heris Stefanachi (2018–2021)
- Denis Sonderegger (seit 2021)